# Тотимото, Сёхэй
Сёхэй Тотимото (яп. 栃本 翔平 Тотимото Сё:хэй,  род. 21 декабря 1989 года в Саппоро) — известный японский прыгун с трамплина, призёр чемпионатов мира.
В Кубке мира Тотимото дебютировал в 2006 году, в ноябре 2007 года впервые попал в десятку лучших на этапе Кубка мира. Всего на сегодняшний момент имеет 13 попаданий в десятку лучших на этапах Кубка мира, 3 в личных соревнованиях и 11 в командных. Лучшим достижением по итогам Кубка мира для Тотимото является 32-е место в сезоне 2009-10.
На Олимпиаде-2010 в Ванкувере стартовал во всех трёх дисциплинах, стал 5-м в команде, 37-м на нормальном трамплине и 45-м на большом трамплине.
За свою карьеру участвовал в двух чемпионатах мира, на которых завоевал две бронзовые медали.
Использует лыжи производства фирмы Fischer.